# Version
Version – drugi album Marka Ronsona wydany 16 kwietnia 2007 zawierający same covery. Dotarł do 2. miejsca brytyjskiej listy sprzedaży i zdobył status podwójnej platynowej płyty (powyżej 600 000 sprzedanych egzemplarzy).
W 2008 roku Version było nominowane do nagrody Brit Awards w kategorii Najlepszy album.

## Lista utworów
1. "God Put a Smile upon Your Face" (feat. Daptone Horns) – oryginalnie w wyk. Coldplay – 3:12
2. "Oh My God" (feat. Lily Allen) – oryginalnie w wyk. Kaiser Chiefs – 3:35
3. "Stop Me If You Think You've Heard This One Before" ("Stop Me") (feat. Daniel Merriweather) – oryginalnie w wyk. The Smiths – 3:53
4. "Toxic" (feat. Tiggers and Ol’ Dirty Bastard) – oryginalnie w wyk. Britney Spears – 4:05
5. "Valerie" (feat. Amy Winehouse) – oryginalnie w wyk. The Zutons – 3:39
6. "Apply Some Pressure" (feat. Paul Smith of Maxïmo Park) – oryginalnie w wyk. Maxïmo Park – 3:36
7. "Inversion" – 1:47
8. "Pretty Green" (feat. Santogold) – oryginalnie w wyk. The Jam – 3:16
9. "Just" (feat. Phantom Planet)  – oryginalnie w wyk. Radiohead – 5:20
10. "Amy" (feat. Kenna)  – oryginalnie w wyk. Ryan Adams – 3:32
11. "The Only One I Know" (feat. Robbie Williams) – oryginalnie w wyk. The Charlatans – 3:59
12. "Diversion" – 1:19
13. "L.S.F." (feat. Kasabian) – oryginalnie w wyk. Kasabian – 3:30
14. "Outversion" – 1:50

## Single
1. "Just" – 2006 UK #48
2. "Toxic" / "God Put a Smile upon Your Face" – 2006
3. "Stop Me" – 2007 UK #2
4. "Oh My God" – 2007 UK #8
5. "Valerie" – 2007 UK #2, PL #50
6. "Just" – 2008 (reedycja singla z 2006) UK #31